# Sumampattus quinqueradiatus
Sumampattus quinqueradiatus är en spindelart som först beskrevs av Władysław Taczanowski 1878.  Sumampattus quinqueradiatus ingår i släktet Sumampattus och familjen hoppspindlar. Inga underarter finns listade i Catalogue of Life.